# 西条駅 (長野県)
西条駅（にしじょうえき）は、長野県東筑摩郡筑北村西条にある、東日本旅客鉄道（JR東日本）篠ノ井線の駅である。
広島県にある山陽本線の西条駅と区別するため、当駅発着の切符には「（篠）西条」と印字される。

## 歴史
かつては石炭や生糸の輸送で栄えた。

### 年表
- 1900年（明治33年）
  - 11月1日：官設鉄道（のちに日本国有鉄道）篠ノ井線の終着駅として開業[2]。旅客・貨物の取り扱いを開始[1]。
  - 6月15日：篠ノ井線が松本駅まで延伸し、途中駅となる[3]。
- 1971年（昭和46年）12月10日：貨物の取り扱いを廃止[1]。
- 1982年（昭和57年）8月17日：業務委託駅となる[4]。
- 1985年（昭和60年）3月22日：駅員無配置駅となり[5]、簡易委託駅となる[6]。
- 1987年（昭和62年）4月1日：国鉄分割民営化により、JR東日本の駅となる[1]。
- 1988年（昭和63年）9月10日：明科 - 当駅間のルートが変更される。
- 2016年（平成28年）6月1日：管理駅が明科駅から松本駅に変更。
- 2025年（令和7年）
  - 2月以降：篠ノ井線の駅番号にSN 09を設定[7]。
  - 3月15日：ICカード「Suica」の利用が可能となる[8][9]。東京近郊区間に編入される[8]。

## 駅構造
相対式ホーム2面2線を有する地上駅である。かつては、単式・島式混合の2面3線のホームを有していた。留置線は一部の線路が剥がされ、使用できない。互いのホームは跨線橋で連絡している。
筑北村が受託する松本駅管理の簡易委託駅である。窓口と簡易Suica改札機（入出場両用）が設置されている。

### のりば
| 番線 | 路線     | 方向 | 行先     |
| ---- | -------- | ---- | -------- |
| 1    | 篠ノ井線 | 下り | 長野方面 |
| 2    | 篠ノ井線 | 上り | 松本方面 |

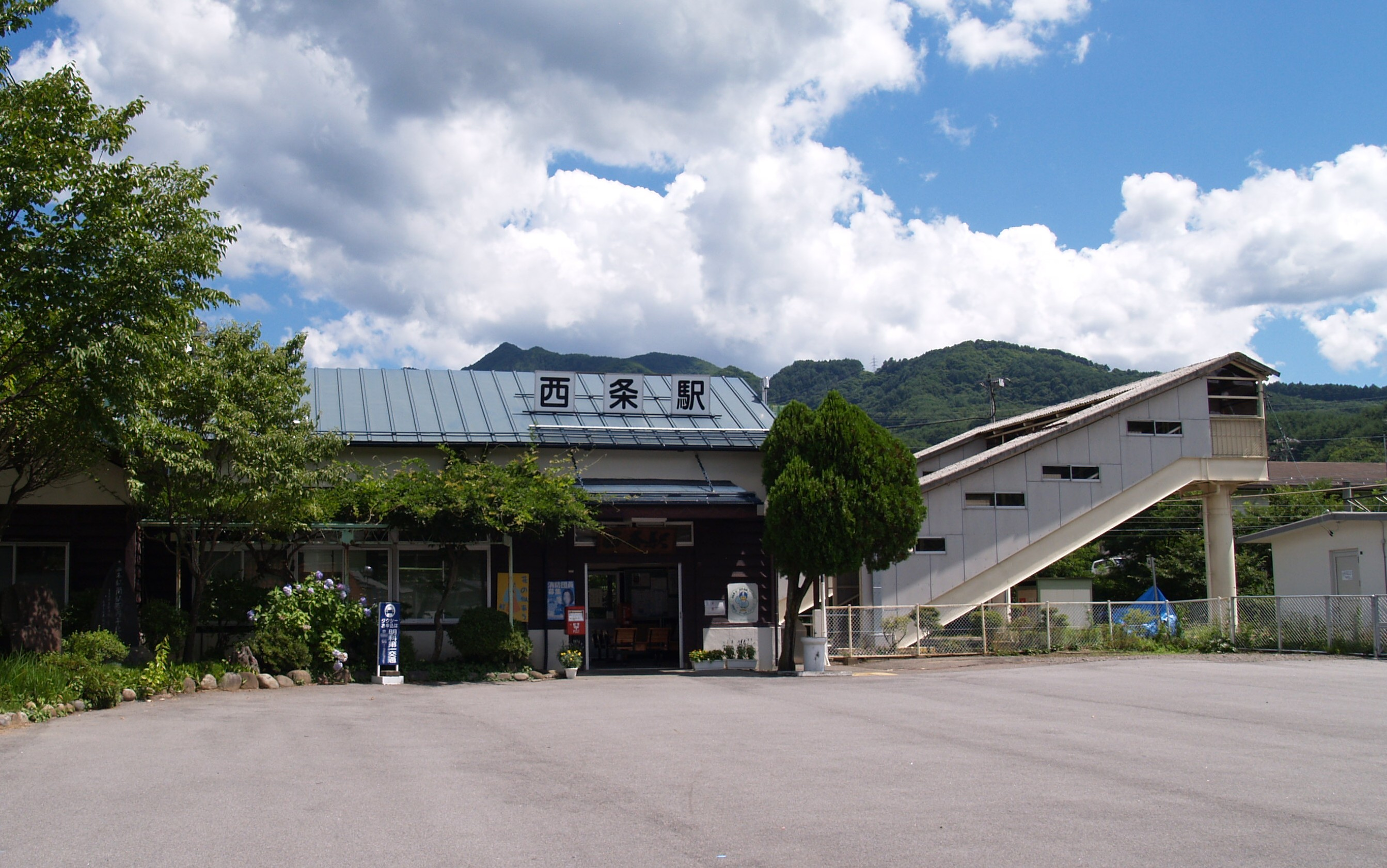
旧駅舎（2010年8月）
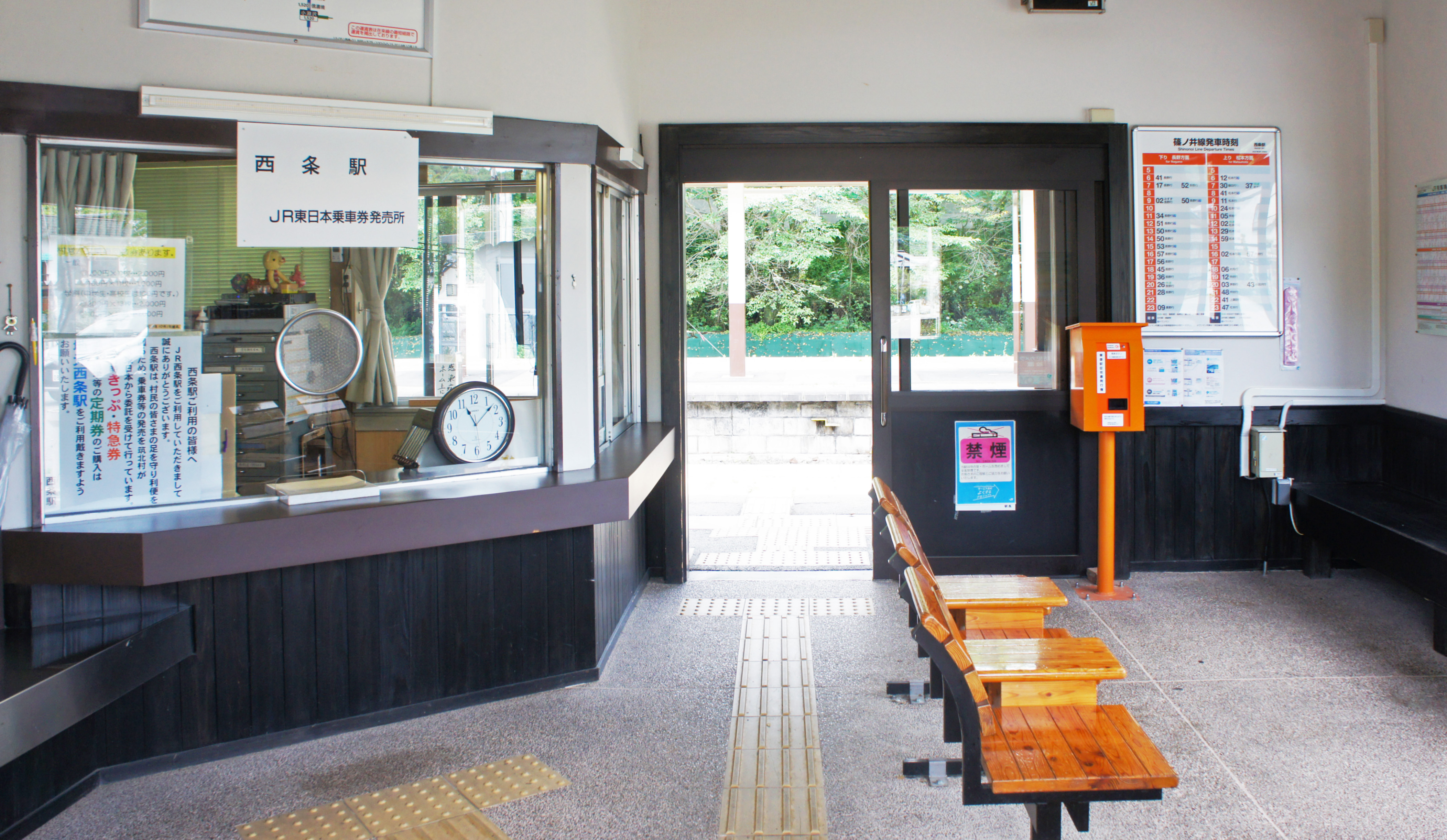
待合室（2021年7月）
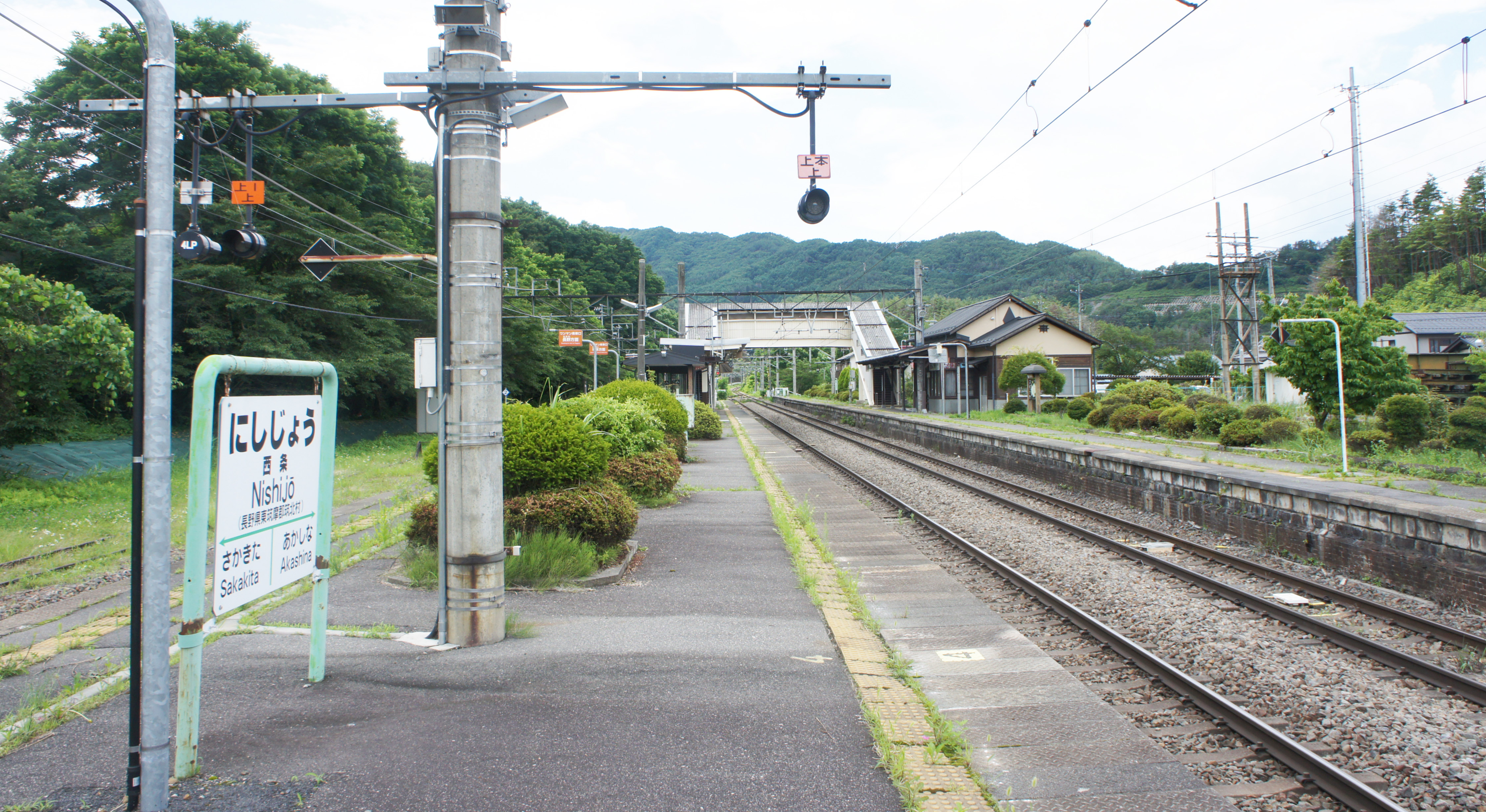
ホーム（2021年7月）

## 利用状況
JR東日本によると、2023年度（令和5年度）の1日平均乗車人員は149人である。
2000年度（平成12年度）以降の推移は以下のとおりである。
| 1日平均乗車人員推移 | 1日平均乗車人員推移 | 1日平均乗車人員推移 | 1日平均乗車人員推移 | 1日平均乗車人員推移 |
| 年度                | 定期外              | 定期                | 合計                | 出典                |
| ------------------- | ------------------- | ------------------- | ------------------- | ------------------- |
| 2000年（平成12年）  |                     |                     | 305                 | [ 利用客数 2 ]      |
| 2001年（平成13年）  |                     |                     | 287                 | [ 利用客数 3 ]      |
| 2002年（平成14年）  |                     |                     | 254                 | [ 利用客数 4 ]      |
| 2003年（平成15年）  |                     |                     | 245                 | [ 利用客数 5 ]      |
| 2004年（平成16年）  |                     |                     | 241                 | [ 利用客数 6 ]      |
| 2005年（平成17年）  |                     |                     | 239                 | [ 利用客数 7 ]      |
| 2006年（平成18年）  |                     |                     | 223                 | [ 利用客数 8 ]      |
| 2007年（平成19年）  |                     |                     | 214                 | [ 利用客数 9 ]      |
| 2008年（平成20年）  |                     |                     | 210                 | [ 利用客数 10 ]     |
| 2009年（平成21年）  |                     |                     | 187                 | [ 利用客数 11 ]     |
| 2010年（平成22年）  |                     |                     | 188                 | [ 利用客数 12 ]     |
| 2011年（平成23年）  |                     |                     | 184                 | [ 利用客数 13 ]     |
| 2012年（平成24年）  | 52                  | 135                 | 188                 | [ 利用客数 14 ]     |
| 2013年（平成25年）  | 50                  | 145                 | 195                 | [ 利用客数 15 ]     |
| 2014年（平成26年）  | 45                  | 133                 | 178                 | [ 利用客数 16 ]     |
| 2015年（平成27年）  | 44                  | 133                 | 178                 | [ 利用客数 17 ]     |
| 2016年（平成28年）  | 42                  | 145                 | 187                 | [ 利用客数 18 ]     |
| 2017年（平成29年）  | 43                  | 153                 | 197                 | [ 利用客数 19 ]     |
| 2018年（平成30年）  | 41                  | 158                 | 199                 | [ 利用客数 20 ]     |
| 2019年（令和元年）  | 36                  | 148                 | 184                 | [ 利用客数 21 ]     |
| 2020年（令和02年）  | 23                  | 147                 | 170                 | [ 利用客数 22 ]     |
| 2021年（令和03年）  | 23                  | 154                 | 177                 | [ 利用客数 23 ]     |
| 2022年（令和04年）  | 25                  | 128                 | 154                 | [ 利用客数 24 ]     |
| 2023年（令和05年）  | 28                  | 121                 | 149                 | [ 利用客数 1 ]      |

## 駅周辺
- 筑北村役場（元本城総合支所・旧本城村役場）[2]
- 日本ウェルネス長野高等学校
- 篠ノ井線旧線廃線敷 - 当駅開通から1988年（昭和63年）の新線切り替えまで使われた。2024年（令和6年）には遊歩道化整備に着手した。
- 国道403号
- 長野自動車道 筑北スマートインターチェンジ
- 乱橋宿 - 南西に約2 km

## バス路線
「西条駅前」バス停にて、筑北村営バスが運行するデマンドバスが発着する。
- 乱橋線：大門
- 西条温泉とくら線：坂北駅
- 河鹿沢線：高谷車庫前

## 隣の駅
東日本旅客鉄道（JR東日本）
 篠ノ井線
□快速（下りの一部は通過）・■普通（「みすず」含む）
明科駅 (SN 08) - 西条駅 (SN 09) - 坂北駅 (SN 10)
1988年（昭和63年）までは、明科駅 - 当駅間に潮沢信号場が存在した。

### 記事本文
1. 1 2 3 4  石野哲 編『停車場変遷大事典 国鉄・JR編 II』（初版）JTB、1998年10月1日、206頁。ISBN 978-4-533-02980-6。
2. 1 2 3 4 5  信濃毎日新聞社出版部 編『長野県鉄道全駅』（増補改訂版）信濃毎日新聞社、2011年7月24日、84頁。ISBN 9784784071647。
3. ↑  曽根悟（監修）『週刊 歴史でめぐる鉄道全路線 国鉄・JR』no.9（大糸線/飯山線/篠ノ井線/越後線/弥彦線）、朝日新聞出版、2009年9月6日。
4. ↑  長野鉄道管理局 編『写真でつづる長野鉄道管理局の歩み』長野鉄道管理局、1987年3月10日、480頁。
5. ↑  「『通報』中央本線洗馬駅ほか14駅の駅員無配置について（旅客局）」『鉄道公報』日本国有鉄道総裁室文書課、1985年3月18日、2頁。
6. ↑  長野鉄道管理局 編『写真でつづる長野鉄道管理局の歩み』長野鉄道管理局、1987年3月10日、352頁。
7. ↑  『JR東日本長野支社管内へ「駅ナンバリング」を拡大します』（PDF）（プレスリリース）東日本旅客鉄道長野支社、2024年12月13日。オリジナルの2024年12月13日時点におけるアーカイブ。2024年12月16日閲覧。
8. 1 2 3  『2025年3月15日（土）長野県のSuica利用がますます便利になります』（PDF）（プレスリリース）東日本旅客鉄道長野支社、2024年12月13日。オリジナルの2024年12月13日時点におけるアーカイブ。2024年12月16日閲覧。
9. ↑  『長野県におけるSuicaご利用駅の拡大について』（PDF）（プレスリリース）東日本旅客鉄道長野支社、2023年6月20日。オリジナルの2023年6月20日時点におけるアーカイブ。2023年6月20日閲覧。
10. 1 2 3  “JR東日本：駅構内図・バリアフリー情報（西条駅）”.   東日本旅客鉄道. 2025年5月13日閲覧。
11. ↑  “筑北村 村営バス停留所一覧図（R2.10.1）” (PDF). 村営バス 路線図・時刻表.   筑北村 (2019年10月1日). 2021年12月28日時点のオリジナルよりアーカイブ。2022年5月8日閲覧。

### 利用状況
1. 1 2  “各駅の乗車人員（2023年度）”.   東日本旅客鉄道. 2024年7月20日閲覧。
2. ↑  “各駅の乗車人員（2000年度）”.   東日本旅客鉄道. 2019年3月27日閲覧。
3. ↑  “各駅の乗車人員（2001年度）”.   東日本旅客鉄道. 2019年3月27日閲覧。
4. ↑  “各駅の乗車人員（2002年度）”.   東日本旅客鉄道. 2019年3月27日閲覧。
5. ↑  “各駅の乗車人員（2003年度）”.   東日本旅客鉄道. 2019年3月27日閲覧。
6. ↑  “各駅の乗車人員（2004年度）”.   東日本旅客鉄道. 2019年3月27日閲覧。
7. ↑  “各駅の乗車人員（2005年度）”.   東日本旅客鉄道. 2019年3月27日閲覧。
8. ↑  “各駅の乗車人員（2006年度）”.   東日本旅客鉄道. 2019年3月27日閲覧。
9. ↑  “各駅の乗車人員（2007年度）”.   東日本旅客鉄道. 2019年3月27日閲覧。
10. ↑  “各駅の乗車人員（2008年度）”.   東日本旅客鉄道. 2019年3月27日閲覧。
11. ↑  “各駅の乗車人員（2009年度）”.   東日本旅客鉄道. 2019年3月27日閲覧。
12. ↑  “各駅の乗車人員（2010年度）”.   東日本旅客鉄道. 2019年3月27日閲覧。
13. ↑  “各駅の乗車人員（2011年度）”.   東日本旅客鉄道. 2019年3月27日閲覧。
14. ↑  “各駅の乗車人員（2012年度）”.   東日本旅客鉄道. 2019年3月27日閲覧。
15. ↑  “各駅の乗車人員（2013年度）”.   東日本旅客鉄道. 2019年3月27日閲覧。
16. ↑  “各駅の乗車人員（2014年度）”.   東日本旅客鉄道. 2019年3月27日閲覧。
17. ↑  “各駅の乗車人員（2015年度）”.   東日本旅客鉄道. 2019年3月27日閲覧。
18. ↑  “各駅の乗車人員（2016年度）”.   東日本旅客鉄道. 2019年3月27日閲覧。
19. ↑  “各駅の乗車人員（2017年度）”.   東日本旅客鉄道. 2019年3月27日閲覧。
20. ↑  “各駅の乗車人員（2018年度）”.   東日本旅客鉄道. 2019年7月11日閲覧。
21. ↑  “各駅の乗車人員（2019年度）”.   東日本旅客鉄道. 2020年7月13日閲覧。
22. ↑  “各駅の乗車人員（2020年度）”.   東日本旅客鉄道. 2021年7月24日閲覧。
23. ↑  “各駅の乗車人員（2021年度）”.   東日本旅客鉄道. 2022年8月7日閲覧。
24. ↑  “各駅の乗車人員（2022年度）”.   東日本旅客鉄道. 2023年7月11日閲覧。